# William Cagney
William Jerome Cagney (New York, 26 marzo 1905 – Newport Beach, 3 gennaio 1988) è stato un produttore cinematografico e attore statunitense.

## Biografia
Anche i fratelli James Cagney (1899-1986) e Jeanne Cagney (1919-1984) erano attori.
Dal 1933 al 1946 è stato sposato con l'attrice Boots Mallory; dal 1951 al 1954 con Nadine Crumney Parker.

## Filmografia

### Produttore/Associato
- Zona torrida (Torrid Zone) (1940) - non citato nei titoli originali
- La città del peccato (City for Conquest) (1940)
- Bionda fragola (The Strawberry Blonde) (1941)
- Sposa contro assegno (The Bride Came C.O.D.) (1941)
- Captains of the Clouds (1942)
- Ribalta di gloria (Yankee Doodle Dandy) (1942)
- Johnny arrivò in ritardo (Johnny Come Lately) (1943)
- Sangue sul sole (Blood on the Sun) (1945)
- I giorni della vita (The Time of Your Life) (1948)
- Non ci sarà domani (Kiss Tomorrow Goodbye) (1950)
- L'avamposto degli uomini perduti (Only the Valiant) (1951)
- Squilli al tramonto (Bugles in the Afternoon) (1952)
- Un leone per la strada (A Lion Is in the Streets) (1953)

### Attore
- Ace of Aces, regia di J. Walter Ruben (1933) - non accreditato
- Palooka, regia di Benjamin Stoloff (1934)
- Lost in the Stratosphere, regia di Melville W. Brown (1934)
- Flirting with Danger, regia di Vin Moore (1934)
- Stolen Harmony, regia di Alfred L. Werker (1935) - non accreditato